# Chiesa dei Cappuccini (Cesena)
La chiesa e convento dei frati cappuccini sorge sul colle Garampo, detto anche Monte Oliveto per i numerosi olivi, immediatamente a ridosso della città di Cesena. È raggiungibile oltrepassando l'antica Porta Montanara (vicino ai resti della vecchia rocca) e percorrendo per qualche centinaio di metri la via Garampa costeggiata dalle stazioni della Via Crucis.
Di costruzione relativamente più recente rispetto agli altri complessi cesenati, conserva la splendida tela del Guercino raffigurante san Francesco che riceve le Stimmate.